# Srdeční choroby
Srdeční choroba je souhrnný termín pro množství rozličných chorob, které zasahují srdce. Tento článek se zaměřuje na lidské srdeční choroby a na tabulky, které ukazují počty úmrtí.

## Angina pectoris
Angina pectoris se projevuje jako svíravá bolest na hrudi způsobená snížením dodávky kyslíku srdečnímu svalu. Příčinou je ischemická choroba srdeční postihující věnčité tepny a způsobující poruchu krevního průtoku.

## Infarkt myokardu
Infarkt myokardu je náhlé odúmrtí části srdeční svaloviny, obvykle je způsobeno trombózou věnčitých tepen. Často končí smrtí.

## Ischemická choroba srdeční
Poškození srdce způsobené zúžením nebo uzavřením věnčitých tepen.
celosvětově
Ischemická choroba srdeční končící infarktem je ve Velké Británii příčinou třetiny úmrtí mezi 45. a 65. rokem a je nejčastější příčinou smrti v severní Evropě a v severní Americe. Riziko infarktu v jiných rozvinutých zemích je mnohem nižší viz tabulka. Rizikovými faktory jsou kouření, vysoký krevní tlak, strava bohatá na nasycené tuky, obezita a nedostatek pohybu jsou klíčové v západním světě (sedavý způsob života je rizikem i při optimální váze). V poslední době se počet úmrtí snížil, hlavně díky zdravotní osvětě, omezení kouření a zlepšení zdravotní péče. Avšak počet infarktů stoupá v těch rozvojových zemích, které se více přizpůsobují západnímu životnímu stylu.
počet úmrtí na ischemickou chorobu srdeční na 100 000 obyvatel.
| Země           | Muži - 1970-1974 | Ženy - 1970-1974 | Muži - 1980-1984 | Ženy - 1980-1984 |
| -------------- | ---------------- | ---------------- | ---------------- | ---------------- |
| Austrálie      | 309              | 143              | 215              | 98               |
| Kostarika      | 76               | 57               | 100              | 70               |
| Finsko         | 314              | 115              | 238              | 100              |
| Hongkong       | 55               | 30               | 57               | 33               |
| Itálie         | 124              | 66               | 109              | 49               |
| Japonsko       | 49               | 28               | 41               | 22               |
| Velká Británie | 259              | 109              | 239              | 99               |
| Uruguay        | 188              | 106              | 131              | 64               |
| USA            | 316              | 156              | 205              | 98               |

## Trombóza věnčitých tepen
Trombóza neboli ucpání věnčité tepny, již dříve postižené ischemickou chorobou srdeční, krevní sraženinou. Je příčinou infarktu.

## Vyšetření
- Balistokardiografie
- Elektrokardiogram
- Echokardiografie
- Holter
- Perfuzní scintigrafie myokardu
- Srdeční ozvy
- Wiggersův diagram